# Point d’appui allemand LGS082
Le point d’appui allemand LGS082 est un ancien site militaire allemand de la Seconde Guerre mondiale situé sur la plage de Torreilles, dans les Pyrénées-Orientales, en France.
Le site comprend un blockhaus (casemate à canon), appelé blockhaus de Torreilles ainsi que treize autres bâtiments : annexes, abris, citernes, bâtiments de stockage, dépôt de munitions.
Il s'agit du premier blockhaus de Méditerranée à être protégé au titre des monuments historiques.

## Historique
Le blockhaus est construit en 1943 et 1944 par les habitants de Torreilles soumis au STO. Il fait partie du mur de la Méditerranée, destiné à protéger le troisième Reich des Alliés. Il est occupé par une cinquantaine de soldats.  
À partir des années 1960, le développement touristique sur les côtes des Pyrénées-Orientales conduit à détruire de nombreux ouvrages militaires. Le site de Torreilles, malgré cette pression et de nombreux projets de destructions, est resté relativement intact et représentatif d'un site défensif de ce type. 
À la suite de l’inventaire des fortifications allemandes en Pyrénées-Orientales, réalisé par Guillem Castellvi, la mairie de Torreilles annonce en 2019 que le site du blockhaus de Torreilles est inscrit au titre des monuments historiques,. Le bâtiment principal doit être rénové pour accueillir un centre de mémoire et une galerie d'art.